# Modul 8
Modul 8 (kasnije Park 01) bila je emisija i televizijska igra namijenjena mlađoj igračkoj populaciji. Prikazivala se je od 1994. do 2002. godine na Hrvatskoj radioteleviziji.

U emisiji su se borile dvije ekipe po dva igrača (u starijim emisijama, prije no što su za voditelje postavljeni Boris Mirković i Kristijan Ugrina, igralo se 1 na 1), a igralo se po tri igre na računalu ili igraćoj konzoli.

Natjecatelji pobjedničkog sastava dobili su konzolu trenutne generacije.

Voditelj emisije bio je Boris Mirković, a kasnije Kristijan Ugrina.

Tijekom godina računala i konzole su se izmjenjivale, a neke od korištenih su: Amiga 1200, SNES, Mega Drive te PlayStation 1 i 2.

Pred kraj emisije u rubrici Information prikazane su najave dolazećih igara.